# Thiviers

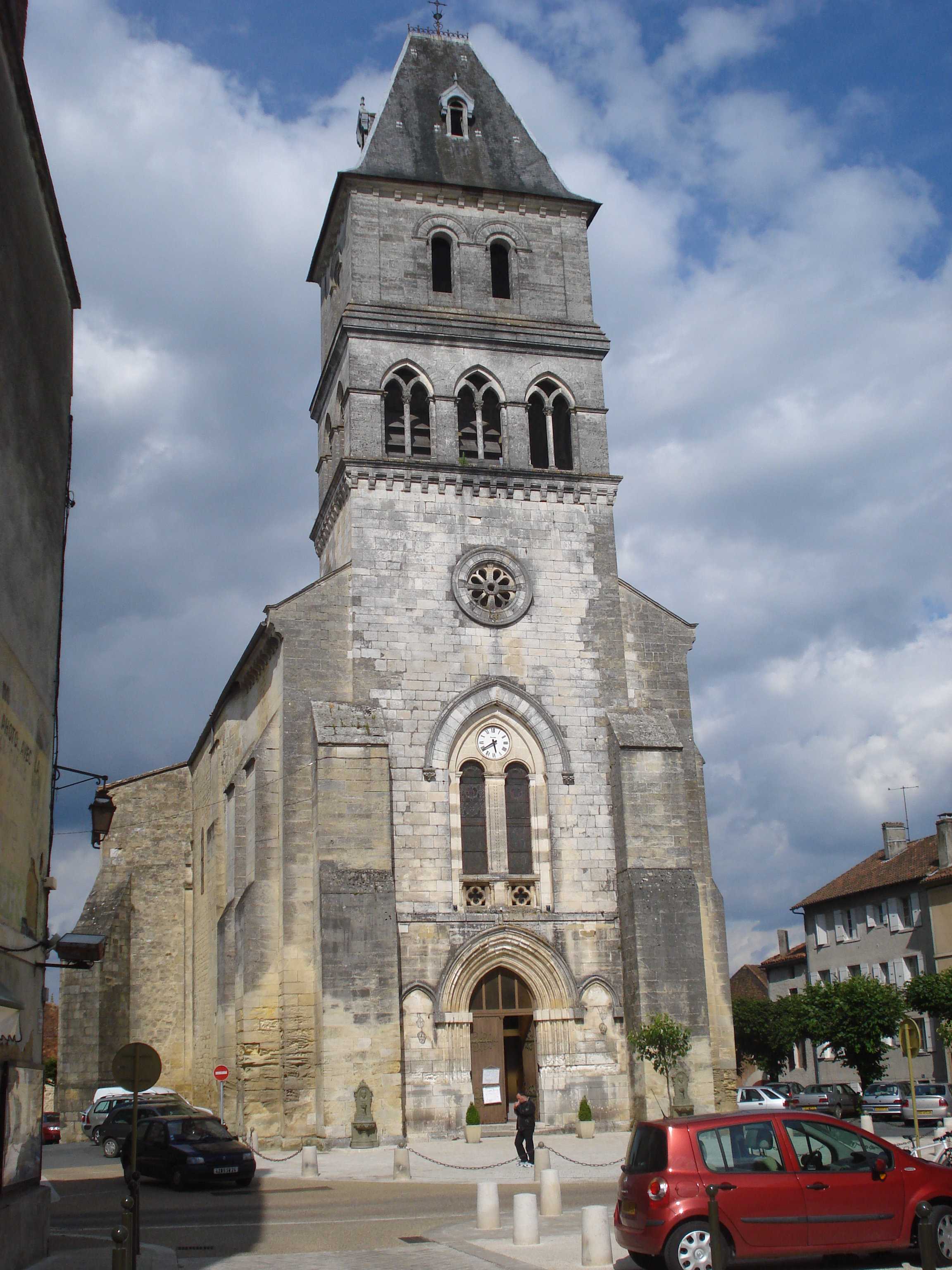
Thiviers, nhà thờ

Thiviers là một xã, nằm ở tỉnh Dordogne vùng Aquitaine của Pháp. Xã này có diện tích 27,77 km², dân số năm 2005 là 3227 người. Xã nằm ở khu vực có độ cao trung bình 253 m trên mực nước biển.

## Hành chính
| Danh sách các xã trưởng                |            |               |                |                     |
| Giai đoạn                              | Giai đoạn  | Tên           | Đảng           | Tư cách             |
| tháng 3 năm 2001                       | đương chức | Michel Jaccou | Sans étiquette | trưởng doanh nghiệp |
| Tất cả các dữ liệu trước đây không rõ. |            |               |                |                     |

## Thông tin nhân khẩu
| Năm    | 1962  | 1968  | 1975  | 1982  | 1990  | 1999  | 2005  |
| ------ | ----- | ----- | ----- | ----- | ----- | ----- | ----- |
| Dân số | 3 609 | 3 838 | 4 154 | 3 915 | 3 590 | 3 261 | 3 227 |